# Piero Gibellino
Piero Gibellino (Gattinara, 29 marzo 1926 – Gattinara, 5 luglio 2003) è stato un calciatore italiano, di ruolo terzino.

## Origini
Nato nel 1926, in una famiglia di umili origini, crebbe a Gattinara, in provincia di Vercelli.

## Carriera
Proveniente dal Gattinara, fece il suo esordio in bianconero contro l'Alessandria il 14 settembre 1947 in una vittoria per 3-1, mentre la sua ultima partita fu contro il Milan il 6 maggio 1948 in una vittoria per 2-1. Nella sua unica stagione bianconera collezionò 14 presenze senza reti all'attivo.

## Fine carriera
La stagione calcistica si concluse precocemente in seguito ad un infortunio ad un ginocchio, che lo costrinse al ritiro.

## Statistiche

### Presenze e reti nei club
| Stagione        | Squadra         | Campionato      | Campionato | Campionato |
| Stagione        | Squadra         | Comp            | Pres       | Reti       |
| --------------- | --------------- | --------------- | ---------- | ---------- |
| 1947-1948       | Juventus        | Serie A         | 14         | 0          |
| Totale carriera | Totale carriera | Totale carriera | 14         | 0          |